# SMS Tsingtau

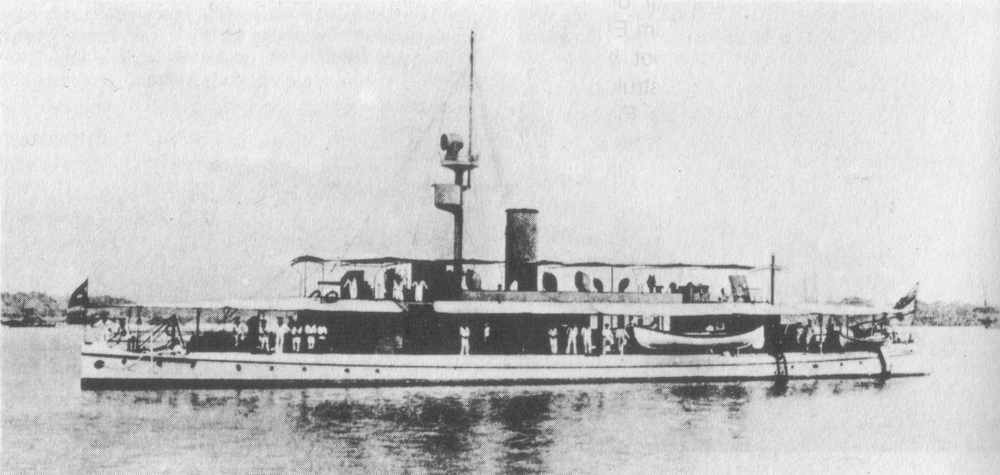
Photographie de la canonnière Tsingtau (date inconnue).

La SMS Tsingtau est une canonnière fluviale de la marine impériale allemande qui fut en service en Chine de 1904 à 1914. Elle appartient à la classe Tsingtau.

## Histoire
La canonnière est bâtie par les chantiers navals Ferdinand Schichau d'Elbing en 1902, et mise à l'eau le 18 avril 1903. Comme son homologue, la canonnière SMS Vaterland, elle a un déplacement de 168 tonnes. Elle est baptisée du nom de Tsingtau, port principal de la concession allemande de Kiautschou (Kiaou-Tchéou, en français de l'époque). Elle entre au service de la Kaiserliche Marine, le 15 mai, sans affectation particulière, et procède à plusieurs voyages d'essai. Finalement, elle est embarquée à bord du paquebot Prinzeß Marie en route pour Hong Kong, en septembre, où elle subit encore quelques travaux.

### Service
La canonnière est affectée le 3 février 1904 à l'Escadre d'Extrême-Orient, sa zone d'action se situant entre la rivière des Perles et le fleuve de l'Ouest (Si-Kiang), ainsi que dans la baie d'Hong Kong et la baie de Macao. La mission principale de la canonnière est de représenter l'Empire allemand en Chine, d'assurer la sécurité des ressortissants allemands, et de protéger les intérêts économiques et commerciaux de l'Allemagne et enfin de combattre la piraterie. C'est ainsi que la canonnière accomplit de nombreuses sorties sur la rivière des Perles et ses affluents et visite nombre de ports et de villes du Kouang-Si, comme Nanning (qui permet d'assurer la surveillance de la route du Tonkin), Long-Tchéou, ou l'actuelle Wuzhou, ainsi que Tchong-King.
Elle doit se mettre deux mois en cale sèche pour travaux, en juin 1906 à Macao après un incendie, puis, accompagnée de canonnières britanniques et françaises, elle navigue sur le fleuve de l'Ouest et le fleuve de l'Est, pour combattre la piraterie. Elle mène, le 21 janvier 1911, la dépouille du konteradmiral Erich Gühler, jusqu'au paquebot Bülow qui est ancré à Hong Kong, pour son rapatriement en Allemagne. Lorsqu’éclate la révolution chinoise de 1911, elle assure la surveillance du consulat allemand de Canton. Elle retourne à Canton en juillet 1914, toujours pour protéger les intérêts allemands, mais cette fois-ci dans le contexte de la montée des périls de juillet, après l'attentat de Sarajevo. Finalement, elle est mise hors service début août, car trop vulnérable à des attaques éventuelles ennemies et l'équipage reçoit l'ordre de quitter la Chine.

### Derniers temps
Le commandant de bord de la Tsingtau, le lieutenant-capitaine Erwin von Möller, se dirige avec une partie de l'équipage vers Manille afin de rejoindre ensuite l'escadre allemande d'Extrême-Orient et de monter à bord du SMS Emden et du transporteur Hoerde, mais l'équipage est arrêté et interné par les forces hollandaises. Les hommes arrivent à s'enfuir et à s'échapper à bord de la goélette Marboek et au bout de quatre-vingt-deux jours à accoster sur les côtes de la mer Arabique en mars 1915, dans le but de rejoindre par voie de terre les positions ottomanes, la Turquie étant alliée de l'Allemagne. Möller et ses hommes sont tués le 29 mars 1915 au nord de Djeddah. 
La grande partie de l'équipage qui se trouvait à Canton parvient à regagner Tsingtau et rejoint celui du SMS Cormoran.. Après le siège de la ville par les Japonais, l'équipage est interné à Guam et son statut est transformé en celui de prisonnier de guerre, lorsque les États-Unis entrent en guerre en 1917.
Quant à la canonnière, elle demeure devant Canton, jusqu'au 21 mars 1917. Lorsque la Chine entre en guerre du côté des Alliés ce jour-même, elle est sabordée par les derniers matelots allemands chargés de la garder, pour ne pas tomber aux mains des Chinois. Les fouilles postérieures n'ont jamais pu retrouver son épave.

## Commandants
- 3 février 1904-novembre 1905: lieutenant-capitaine Giebler
- Novembre 1905-novembre 1906: lieutenant-capitaine Brehmer
- Novembre 1906-novembre 1907: lieutenant-capitaine Förtsch
- Novembre 1907-novembre 1909: lieutenant-capitaine Roß
- Novembre 1909-novembre 1911: lieutenant-capitaine zu Dohna-Schlodien
- Novembre 1911-octobre 1912: lieutenant-capitaine von Fircks
- Octobre-décembre 1912: lieutenant von Speth-Schülzburg (en remplacement)
- Décembre 1912-août 1914: lieutenant, puis lieutenant-capitaine Erwin von Möller